# 病因不明症
病因不明症（英語：idiopathic disease）指的是任何病因不明的疾病。
英文詞彙idiopathic起源於古希臘語ἴδιος idios "one's own" and πάθος pathos "suffering", idiopathy，意思是「一個屬於自己原有類型的疾病」。
在醫學上，那些疾病病因鮮為專家學者所知的疾病，也常被稱為病因不明症。例如：局灶節段性腎小球硬化症、强直性脊柱炎等。